# Roppongi Hills

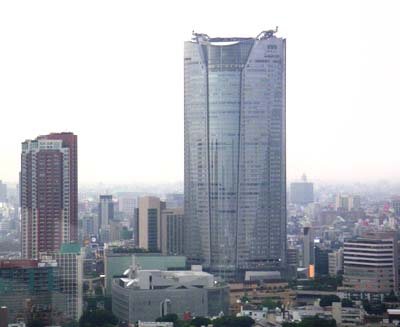
Roppongi Hills.

Roppongi Hills (japanska: 六本木ヒルズ?, Roppongi Hiruzu) är ett av Japans största fastighetsprojekt och finns i Roppongidistriktet i Minato, Tokyo.
Komplexet innehåller kontorsbyggnader, lägenheter, affärer, restauranger, caféer, biografer, ett museum, hotell, en TV-studio, en teater och parker. Den mest utmärkande byggnaden är det 54 våningar höga Mori Tower.
Visionen bakom projektet var att bygga ett integrerat innerstadsområde med hög bebyggelse som tillät människor att leva, arbeta, roa sig och handla inom samma område, och på så sätt kunna eliminera behovet av att pendla.
Komplexet öppnades den 23 april 2003.

## Mori Tower
Mori Tower är ett 238 meter högt torn med 54 våningar. I tornet finns det ett konstmuseum, biografer, restauranger, caféer, affärer, kontor och hotellet Grand Hyatt Tokyo.